# カトリック聖ヴィアトール北白川教会
カトリック聖ヴィアトール北白川教会（St Viator Kitashirakawa Cathoric Church）は、京都市左京区北白川にあるカトリック教会の教会堂（聖堂）。聖ヴィアトール修道会直轄の教会である。

## 沿革
聖ヴィアトール修道会の日本での宣教活動は、1946年12月14日にカナダの教皇庁大使アントニュッチ大司教の要請を受けたことに始まる。
修道会の日本宣教の責任者となったピエール・カリエ神父は、パウロ古屋義之（京都知牧）やメリノール会と書簡を交わし、京都を活動の拠点とした。高野教会の信徒より敷地（現在地）の寄贈を受け、日本家屋を改装して修道院とし、小規模な聖堂を構えた。
- 1948年12月8日 北白川修道院小聖堂開設、最初のミサ[4][5]。
- 1950年8月17日 北白川修道院別館完成、聖堂を別館内に移転[2]。
- 1951年2月27日 小教区として認可[2]。
- 1954年2月7日 第2代聖堂献堂[2]。
- 1994年3月27日 第3代聖堂献堂[2]。建築設計は満野久[6]。

聖ヴィアトール修道会直轄の教会であり、カトリック京都司教区に属する小教区の主任教会である（修道会により主任司祭が置かれる）。2011年におこなわれた京都教区のブロック再編により、衣笠教会・西陣教会・小山教会・高野教会とともに洛北ブロックに属する。
2024年3月31日をもって、宗教法人聖ヴィアトール修道会が日本・カトリック京都司教区から撤退することに伴い、当教会の土地・建物は宗教法人カトリック京都司教区へと移管される。

## 所在地データ
- 〒606-8261 京都市左京区北白川西蔦町22番地　京都市バス3系統「北白川小倉町」バス停下車すぐ